# Педру-Лаурентину

Педру-Лаурентину на карте штата.

Педру-Лаурентину (порт. Pedro Laurentino) — муниципалитет в Бразилии, входит в штат Пиауи. Составная часть мезорегиона Юго-восток штата Пиауи. Входит в экономико-статистический микрорегион Алту-Медиу-Канинде. Население составляет 2407 человек на 2010 год. Занимает площадь 870,338 км². Плотность населения — 2,77 чел./км².

## Демография
Согласно сведениям, собранным в ходе переписи 2010 г. Национальным институтом географии и статистики (IBGE), население муниципалитета составляет:
| Полное население                               | Полное население                               | Полное население                               | Полное население                               | 2407  |
| ---------------------------------------------- | ---------------------------------------------- | ---------------------------------------------- | ---------------------------------------------- | ----- |
| в том числе:                                   | Городское население                            | 819                                            | Процент городского населения, %                | 34,03 |
|                                                | Сельское население                             | 1588                                           | Процент сельского населения, %                 | 65,97 |
|                                                | Мужское население                              | 1251                                           | Процент мужского населения, %                  | 51,97 |
|                                                | Женское население                              | 1156                                           | Процент женского населения, %                  | 48,03 |
| Плотность населения, чел/км²                   | Плотность населения, чел/км²                   | Плотность населения, чел/км²                   | Плотность населения, чел/км²                   | 2,77  |
| Население муниципалитета в % к населению штата | Население муниципалитета в % к населению штата | Население муниципалитета в % к населению штата | Население муниципалитета в % к населению штата | 0,08  |

По данным оценки 2016 года, население муниципалитета — 2481 житель.

## Статистика
- Валовой внутренний продукт на 2003 год составляет 3 657 883,00 реалов (данные: Бразильский институт географии и статистики).
- Валовой внутренний продукт на душу населения на 2003 год составляет 1660,41 реалов (данные: Бразильский институт географии и статистики).
- Индекс развития человеческого потенциала на 2000 год составляет 0,630 (данные: Программа развития ООН).